# الجبيل (الزاملية)

تعديل مصدري - تعديل

الجبيل محلة تابعة لقرية الزاملية، التابعة لعزلة الزاملية بمديرية مذيخرة إحدى مديريات محافظة إب في الجمهورية اليمنية، بلغ تعداد سكانها 38 حسب تعداد اليمن لعام 2004.